# الجزار
الجزار (به عربی: الجزار) یک شهرداری در الجزایر است که در ناحیه الجزار واقع شده‌است. الجزار ۳۲۷ کیلومتر مربع مساحت و ۲۲٬۱۲۴ نفر جمعیت دارد.